# Eduard Douwes Dekker
Eduard Douwes Dekker (2. marts 1820 i Amsterdam – 19. februar 1887 i Niederingelheim) var en hollandsk
forfatter. 
Dekker trådte 1840 i regeringens tjeneste som embedsmand på Java og avancerede efterhånden til Assistent-Resident i Lebak; men da han kom i skarp strid med principperne for det hele koloniale regeringsvæsen og vilde optræde som reformator, måtte han til sidst nedlægge sit embede og åbnede nu et voldsomt angreb på den hollandske regering, som han beskyldte for at drive en udplyndringspolitik over for de indfødte. Denne kamp, som han optog med al sin naturs lidenskabelighed, blev bestemmende for hans liv både i indre og ydre forstand, idet den bragte ham på krigsfod med sin nation og med de herskende anskuelser på de fleste områder. Til sidst forlod han Holland og tog ophold i Wiesbaden, og herfra flyttede han senere til Niederingelheim. Hans Hovedværk er Max Havelaar of de Koffijveilingen der Nederlandsche Handels Maatschappij (1860, 5. udgave 1881; oversat på engelsk og fransk og ligeledes på dansk, ved Carl Michelsen). Af hans andre værker kan nævnes Minnebrieven (7. udgave 1881), Over vrijen arbeid in Nederlandsch Indië (4. udgave 1881), Nog eens over vrijen arbeid (1871), De bruid daarboven, treurspel (4. udgave 1872), Millioenenstudien (1873) og Ideën (7 bind, 1862-77). 
Fælles for de fleste af hans skrifter, der udkom under pseudonymet Multatuli, er den aforistiske form, hvori de er henkastede. Forfatteren havde ikke tid og sindsro til at give værker i afrundet, kunstnerisk form; som en vulkan udkastede han sine som oftest bitre tanker om menneskene og livet. Atter og atter kredser han om forestillingen om sin egen passion og sammenligner sin skæbne med Kristus. I hver linje, han har skrevet, skælver og banker en personlig lidenskab, en hensynsløs, måske undertiden fejlende sandhedskærlighed. Der er i denne overophidsede og febrilske hjernevirksomhed meget, der minder om en forfatter som Strindberg. Nu og da henkaster han på en baggrund af vemod en fin idyl, således i den lille fortælling Saïdjah, der er indlagt i Max Havelaar (dette brudstykke foreligger i dansk oversættelse af Budde-Lund). Dekkers betydning for den hollandske litteratur er stor og almindeligt anerkendt; han revolutionerede det hollandske sprog, der hidtil havde bevæget sig i pasgang, gav det et hurtigere tempo, en friere bevægelse. Nogen skole har han ikke stiftet; men den hollandske litteratur ser i ham en af sine lærere og mestere. Hans efterladte breve er udgivne af hans enke (6 dele, Amsterdam 1890-92), der også udgav hans samlede værker (10 bind, Amsterdam 1892).